# Brette-les-Pins
Brette-les-Pins är en kommun i departementet Sarthe i regionen Pays de la Loire i nordvästra Frankrike. Kommunen ligger i kantonen Écommoy som tillhör arrondissementet Le Mans. År 2022 hade Brette-les-Pins 2 127 invånare.

## Befolkningsutveckling
Antalet invånare i kommunen Brette-les-Pins
| Referens: INSEE |